# Роде, Эрих
Эрих Роде (нем. Erich Rhode; 28 февраля 1870, Берлин — 18 июня 1950, Нюрнберг) — немецкий композитор, музыкальный критик и дирижёр.

## Биография
Остался сиротой после смерти отца, финансового советника. Окончив гимназию в Потсдаме, в 1891 году поступил в армию и некоторое время служил в пограничных войсках. Затем решил посвятить себя музыке. Учился в Дрездене у Феликса Дрезеке, Генриха Шульца-Бойтена и Германа Кучбаха, затем в Мюнхенской высшей школе музыки у Людвига Тюйе и Вальтера Курвуазье. С 1905 г. дирижировал в оперных театрах Ульма, Халле и Нюрнберга. В 1914 г. с началом Первой мировой войны с места дирижёра курортного оркестра в Интерлакене вновь ушёл в армию. После войны жил и работал преимущественно в Нюрнберге, где, в частности, стал одним из первых наставников Хуго Дистлера. Занимался исследованием музыки Антона Брукнера, стал одним из основателей Нюрнбергского Брукнеровского общества. После 1923 года обратился к композиции, автор преимущественно камерной и вокальной музыки, в том числе фортепианного трио Op. 19 и вокального цикла «По многим дорогам» (нем. Auf vielen Wegen) на стихи Кристиана Моргенштерна. В 1930-е гг. активно публиковался как музыкальный критик в газетах Nürnberger Zeitung и Signale für die musikalische Welt, играл активную роль в нюрнбергском отделении нацистского Союза борьбы за немецкую культуру.